# IAAF World Indoor Tour 2019
L'IAAF World Indoor Tour 2019 è stata la quarta edizione dell'IAAF World Indoor Tour, serie di meeting internazionali indoor di atletica leggera organizzata annualmente dalla IAAF.
Le discipline valide per questa edizione sono i 400 m, 1500 m, 60 m ostacoli, salto in alto e salto in lungo per gli uomini e 60 m, 800 m, 3000 m, salto con l'asta, salto triplo e getto del peso per le donne.

## I meeting
| Nº | Meeting                         | Stadio                                 | Sede       | Data        |
| -- | ------------------------------- | -------------------------------------- | ---------- | ----------- |
| 1  | New Balance Indoor Grand Prix   | Reggie Lewis Center                    | Boston     | 26 gennaio  |
| 2  | Indoor Meeting                  | Messehalle                             | Karlsruhe  | 2 febbraio  |
| 3  | ORLEN Copernicus Cup            | Arena Toruń                            | Toruń      | 6 febbraio  |
| 4  | Villa de Madrid                 | Centro Deportivo Municipal Gallur      | Madrid     | 8 febbraio  |
| 5  | Müller Indoor Grand Prix        | Utilita Arena Birmingham               | Birmingham | 16 febbraio |
| 6  | PSD Bank Leichtathletik Meeting | Leichtathletikhalle im Arena-Sportpark | Düsseldorf | 20 febbraio |

## Risultati

### Uomini
| #         | Meeting    | 400 m                 | 1500 m                          | 60 m hs               | Salto in alto           | Salto in lungo                |
| 1         | Boston     | Nathan Strother 46"97 | Yomif Kejelcha 3'51"70 (miglio) | Jarret Eaton 7"64     | -                       | -                             |
| 2         | Karlsruhe  | Pavel Maslák 46"78    | Vincent Kibet 3'38"23           | -                     | Naoto Tobe 2,35 m       | Thobias Montler 8,08 m        |
| 3         | Toruń      | Pavel Maslák 46"19    | Samuel Tefera 3'35"57           | Orlando Ortega 7"49 = | Il'ja Ivanjuk 2,25 m    | Juan Miguel Echevarría 8,12 m |
| 4         | Madrid     | Nathan Strother 46"21 | Bethwell Birgen 3'40"17         | Jarret Eaton 7"56     | -                       | Miltiadīs Tentoglou 8,23 m    |
| 5         | Birmingham | Nathan Strother 46"45 | Samuel Tefera 3'31"04           | Jarret Eaton 7"51     | Naoto Tobe 2,29 m       | Juan Miguel Echevarría 8,21 m |
| 6         | Düsseldorf | Nathan Strother 46"48 | Jakob Ingebrigtsen 3'63"02      | Orlando Ortega 7"52   | Naoto Tobe 2,34 m       | -                             |
| Vincitore | Vincitore  | Nathan Strother 30 p. | Samuel Tefera 30 p.             | Jarret Eaton 30 p.    | Gianmarco Tamberi 30 p. | Juan Miguel Echevarría 27 p.  |

### Donne
| #         | Meeting    | 60 m                    | 800 m                         | 3000 m                                    | Salto con l'asta                                                          | Salto triplo          | Getto del peso              |
| 1         | Boston     | Michelle-Lee Ahye 7"21  | Raevyn Rogers 1'27"31 (600 m) | Konstanze Klosterhalfen 15'15"80 (5000 m) | Katie Nageotte 4,86 m                                                     | -                     | Maggie Ewen 19,28 m         |
| 2         | Karlsruhe  | Ewa Swoboda 7"10        | -                             | Melissa Courtney 8'43"36                  | Alysha Newman 4,71 m Anželika Sidorova 4,71 m Aikaterinī Stefanidī 4,71 m | Ana Peleteiro 14,51 m | -                           |
| 3         | Toruń      | Ewa Swoboda 7"15        | Habitam Alemu 1'59"49         | -                                         | -                                                                         | -                     | Christina Schwanitz 18,97 m |
| 4         | Madrid     | Ewa Swoboda 7"11        | -                             | Alemaz Samuel 8'43"76                     | Anželika Sidorova 4,91 m                                                  | Yulimar Rojas 14,92 m | -                           |
| 5         | Birmingham | Elaine Thompson 7"13    | Shelayna Oskan-Clarke 2'01"16 | Alemaz Samuel 8'54"60                     | Holly Bradshaw 4,81 m                                                     | -                     | -                           |
| 6         | Düsseldorf | Marie-Josée Ta Lou 7"02 | Habitam Alemu 2'00"70         | -                                         | Anželika Sidorova 4,77 m                                                  | Yulimar Rojas 14,46 m | Christina Schwanitz 19,14 m |
| Vincitore | Vincitore  | Ewa Swoboda 30 p.       | Habitam Alemu 20 p.           | Alemaz Samuel 27 p.                       | Anželika Sidorova 30 p.                                                   | Yulimar Rojas 27 p.   | Christina Schwanitz 27 p.   |